# Фиат Типо
 Тази статия е за модела автомобили от 2015 година.  За модела от 1988 година вижте Фиат Типо (1988-1995).  
„Фиат Типо“ (Fiat Tipo) е модел средни автомобили (сегмент C) на италианската марка „Фиат“, произвеждан от 2015 година в Бурса, Турция.
Разработен съмвестно с турския производител „Тофаш“, той заменя дотогавашните модели „Фиат Линеа“ (седан) и „Фиат Браво II“ (хечбек), като се предлага и във вариант комби., което практически се явява наследник на „Фиат Стило Мултивагон“.
Моделът се продава под марките „Фиат Егеа“ (Fiat Egea) в Турция и „Додж Неон“ (Dodge Neon) в Мексико и Близкия Изток.